# مانويل كورال
مانويل كورال (بالإسبانية: Manuel Alonso Corral)‏ هو محامي إسباني، ولد في 22 نوفمبر 1934 في كابيزا ديل بي في إسبانيا، وتوفي في 15 يوليو 2011 في أوتررا في إسبانيا.